# Balș
Balș is een stad (oraș) in het Roemeense district Olt. De stad telt 21,195 inwoners (2002).
Stad met gemeentestatus: Slatina · Caracal

Steden zonder gemeentestatus: Balș · Corabia · Drăgănești-Olt · Piatra-Olt · Potcoava · Scornicești